# Leptoneta nigrabdomina
Leptoneta nigrabdomina là một loài nhện trong họ Leptonetidae.
Loài này thuộc chi Leptoneta. Leptoneta nigrabdomina được miêu tả năm 2002 bởi M. S. Zhu & Tso.